# Tom Früchtl
Tom Früchtl (* 1966 in München) ist ein deutscher Künstler.
Früchtl studierte von 1990 bis 1997 an der Akademie der Bildenden Künste München. 2003 absolvierte er ein Projektstipendium der Stadt München. Im Jahr 2004 bekam er ein Atelierstipendium des Freistaates Bayern im Rahmen der new talents Förderkoje der Art Cologne. Im folgenden Jahr ging er zu einem Arbeitsstipendium nach Breslau in Polen.
Tom Früchtl lebt und arbeitet in Berlin.

## Einzelausstellungen
- 2009 lo vi con mis propios ojos, Galeria Eloisa Jimenez No Arte Festival, Leon, Mexico
- 2008 as close as, Ter Caemer Meert Contemporary, Kortrijk, Belgien
- 2007 threshold, Galerie Nusser & Baumgart, München
- Szenenwechsel, Museum für Konkrete Kunst, Ingolstadt
- 2005 rerecordingthesurface, Galerie Bernhard Knaus, Mannheim
- 2004 new talents, Art Cologne, Köln
- 2004 dub, Galerie Nusser & Baumgart, München
- 2003 deckengemälde, innocence and mystery Berlin
- 2002 arena, Galerie Wieland, Berlin
- 2001 sample, C N R, Melbourne

## Auszeichnungen
- 1994 Preis im Rahmen eines Danner-Wettbewerbes Leporello (zusammen mit Margit Meyer)
- 1997 Böhmler Kunstpreis (zusammen mit Simone Lanzenstiel)
- 2008 spielmitmir, 1. Preis und Ausführung Kunst am Bau, Kita München, Großhaderner Straße
- 2017 Dahlmann-Preis, Leopold-Hoesch-Museum, Düren